# Pilumnus nobilii
Pilumnus nobilii is een krabbensoort uit de familie van de Pilumnidae. De wetenschappelijke naam van de soort is voor het eerst geldig gepubliceerd in 1948 door Garth.